# Сіверт Ґутторм Баккен
Сіверт Ґутторм Баккен (норв. Sivert Guttorm Bakken, нар. 18 липня 1998, Ліллегаммер) — норвезький біатлоніст. Дворазовий переможець юнацьких Олімпійських Ігор. Багаторазовий переможець та призер чемпіонатів Європи та етапів Кубка IBU.

## Кар'єра
Баккен взяв участь у змаганнях Junior-NM з біатлону-2015, де виграв звичайну дистанцію і посів 5-те місце у спринті. На змаганнях Ilsetra 2015 року він посів 7-ме місце в класі юніорів, а в 2015 році він посів 4-ме місце.
Він посів 5-те місце в класі 18-річних у Кубку Норвегії з біатлону серед юніорів 2015-2016.
Баккен - дворазовий Олімпійський чемпіон серед юнаків,  2016 року він виграв золоті медалі в гонці переслідування та змішаній естафеті.
Багаторазовий переможець етапів Кубка IBU, переможець та призер чемпіонатів Європи.
На етапах Кубка Світу дебютував у сезоні 2020/21 в Обергофі, де у двох проведених гонках заробив очки.

### Відкриті чемпіонати Європи
| Рік  | Місце проведення  | Суперспринт | Спринт | Пр | Інд | СЕ | ОСЕ |
| ---- | ----------------- | ----------- | ------ | -- | --- | -- | --- |
| 2020 | ЧЄ Раубичі/Мінськ | 32          | 20     | 3  | —   | 3  | —   |
| 2021 | ЧЄ Душники-Здруй  | —           | 21     | 6  | 5   | 1  | —   |